# Pygidimyia rufolateralis
Pygidimyia rufolateralis är en tvåvingeart som först beskrevs av Malloch 1930.  Pygidimyia rufolateralis ingår i släktet Pygidimyia och familjen parasitflugor. Inga underarter finns listade i Catalogue of Life.